# Rozalinda
Rozalinda – imię żeńskie pochodzenia germańskiego, oznaczające „łagodny koń” i złożone z członów: hros – „koń” i linde – „łagodny, czuły” (por. Adelinda). W późniejszym czasie łączono je z łacińską frazą rosa linda – „piękna róża”. Jest to imię bohaterki romansu Thomasa Lodge'a Rozalinda i komedii Szekspira Jak wam się podoba. W Kościele katolickim patronką tego imienia jest św.Roselina, mniszka (zm. 1329).
Skróconą formą imienia jest Roselina (Rozelina).
Rozalinda imieniny obchodzi 17 stycznia, jako wspomnienie św. Roseliny.
Znane osoby noszące imię Rozalinda:
- św. Roselina de Villeneuve
- Rosalinda Celentano – włoska aktorka
- Rosalind Plowright (ur. 1949) – brytyjska śpiewaczka operowa, początkowo sopran, następnie mezzosopran
- Roslinda Samsu (ur. 1982) – malezyjska lekkoatletka specjalizująca się w skoku o tyczce